# A. Oakey Hall

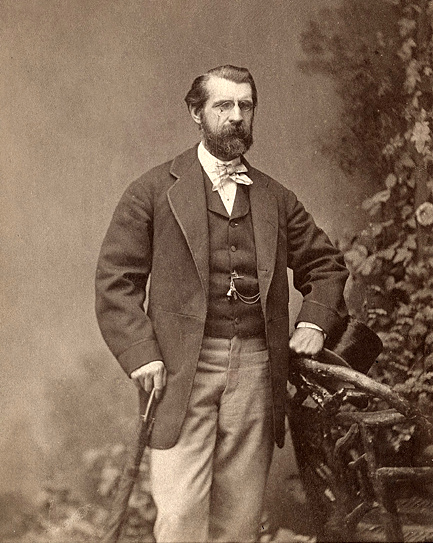
A. Oakey Hall (um 1870)

Die Abteilungsleiter in der Regierung der Stadt New York

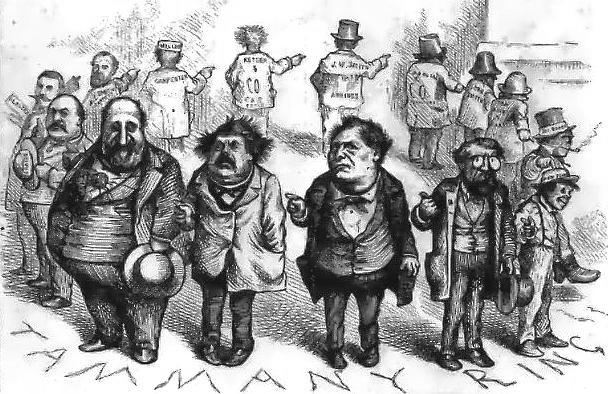
Karikatur des Tweed Ring von Thomas Nast; vorn rechts mit Brille ist Oakey Hall abgebildet.

Die Macht hinter dem Thron. Das Tammany King-dom Thomas Nast Okt. 29, 1870

A. Oakey Hall 1898

Abraham Oakey Hall (* 26. Juli 1826 in Albany, New York; † 7. Oktober 1898 in New York City) war ein US-amerikanischer Jurist und Politiker. Zwischen 1869 und 1872 war er Bürgermeister der Stadt New York.

## Jugend und Ausbildung
Hall wurde als Sohn von James und Elsie Lansing (Oakey) Hall in Albany geboren, wo seine Mutter gerade zu Besuch weilte. Sein Großvater war von England nach Amerika ausgewandert und in Albany sesshaft geworden. 1829, als Hall drei Jahre alt war, starb sein Vater an Gelbfieber. Er war Kaufmann in der Firma von P. R. Starr in New York City. Nach dessen Tod vermietete seine Mutter Zimmer, um ihren Lebensunterhalt zu verdienen. Ihren Sohn schickte sie in öffentliche Schulen und mit 14 ging er an die New York University. Während seines Studiums verdiente er seinen Lebensunterhalt mit verschiedenen Jobs und mit Beiträgen für Zeitungen. Als ausgezeichneter Student schloss er sein Studium 1844 mit dem Bachelor (B.A.) und drei Jahre später mit dem Master (M.A.) ab.
Ehrgeizig, Macht und Ruhm zu erlangen, wählte er den Beruf des Rechtsanwalts und ging für ein Semester an die Harvard Law School, wo er mit seinem Scharfsinn einen guten Eindruck hinterließ. Wahrscheinlich aus Geldmangel brach er das Studium ab und trat in die Kanzlei von Charles W. Sanford in New York ein. Hier blieb er nur kurze Zeit, bevor er nach New Orleans ging. Er wohnte bei seinem Onkel Samuel W. Oakey in New Orleans und arbeitete als Zeitungsreporter, gab dies aber bald auf, um sein Studium in der Kanzlei von Thomas und John Slidell arbeitete, den Demokraten, die sich auf Staatsrecht spezialisiert hatten. 1849 wurde er als Anwalt in Louisiana  zugelassen. Zwei Jahre später kehrte er nach New York zurück und erhielt die Erlaubnis, auch hier als Anwalt zu praktizieren. 1853 gründete er eine Partnerschaft mit Aaron J. Vanderpoel, einem früheren Klassenkameraden. Später wurde er Partner in der Kanzlei von Brown, Hall & Vanderpoel.

## Beruf und Politik
Zwischen 1851 und 1854 war er stellvertretender Bezirksstaatsanwalt in New York. Anschließend war er dort bis 1857 (nach anderen Quellen 1859) regulärer Bezirksstaatsanwalt. Dieses Amt bekleidete er zwischen 1861 und 1869 erneut.
Der Staat New York hatte 1855 den Verkauf von Alkohol im gesamten Staat verboten. Unter der Anweisung von Bürgermeister Fernando Wood, der seinen Irischen Wählern, die gestandene Trinker waren, einen Gefallen tun wollte, schuf Hall ein Gesetz, das den unbelasteten Alkohol-Verkauf an sieben Tagen in der Woche erlaubte, zwei Monate vor Inkrafttreten der Prohibition. Die Monate Mai und Juni 1855 waren die Monate, in denen der meiste Alkohol konsumiert wurde in der Geschichte von New York City.
Politisch war Hall zunächst Mitglied der Whig Party. Nach deren Auflösung schloss er sich der 1854 gegründeten Republikanischen Partei an. Im Juni 1856 nahm er als Delegierter an der ersten Republican National Convention in Philadelphia teil, auf der John C. Frémont als Präsidentschaftskandidat nominiert wurde. Seit 1864 unterhielt Hall auch enge Beziehungen zu der den Demokraten nahestehenden Gesellschaft von Tammany Hall. Ob er damals einen Parteiwechsel vollzogen hat, geht aus den Quellen nicht eindeutig hervor. Jedenfalls wurde er Herausgeber der Zeitung Leader, die das Sprachrohr von Tammany Hall war.
„Boss“ Tweed und seine Freunde vom „Ring“, Kämmerer Peter B. Sweeny und Rechnungsführer Richard B. Connolly, benötigten Halls Charme, um die Presse und Öffentlichkeit zu blenden und von jeglichen Vorwürfen gesetzwidrigem Verhalten abzulenken.
Im Jahr 1871 wurde Hall zum Bürgermeister der Stadt New York gewählt. Dieses Amt bekleidete er nach einer Wiederwahl zwischen dem 1. Januar 1869 und dem 31. Dezember 1872. Das Stadtgebiet von New York erstreckte sich bis 1898 im Wesentlichen auf den heutigen Stadtteil Manhattan. Als Bürgermeister musste sich Hall unter anderem mit einem Konflikt zwischen den alteingesessenen Anglo-Amerikanern und den irischstämmigen Bürgern auseinandersetzen. Dabei kam es auch zu Unruhen und Ausschreitungen. Hall stand auch in freundschaftlichem Kontakt mit William Tweed, dem Leiter von Tammany Hall. Als dieser wegen verschiedener Vergehen, darunter Betrug und finanzielle Veruntreuung, angeklagt wurde und flüchtete, wurde Bürgermeister Hall vorgeworfen, er habe die Vergehen Tweeds vertuschen wollen.
Es kam zu drei Prozessen gegen Hall. Von 1870 bis 1873 wurde er dreimal angeklagt, dass er während seiner Amtszeit Überzahlungen zugelassen habe. Seine nicht überzeugende Verteidigung lautete, dass er bei der Vielzahl von Anweisungen, die er zu unterzeichnen hatte, es ihm unmöglich gewesen sei, eventuelle Betrügereien festzustellen. Niemand konnte betrügerische Absicht bezeugen, noch konnten Schmiergelder auf seinem Bankkonto entdeckt werden. Am Ende wurde Hall freigesprochen.

## Nach den Prozessen
Trotz Freispruch hatte sein Ruf gelitten. Er musste aus dem „Union Club“ zurücktreten und auch seine Rechtsanwalt-Sozietät verlassen. Seine Ehe war auch gefährdet. Er schrieb 1878 ein Schauspiel über einen fälschlicherweise Angeklagten, The Crucible (Die Hexenjagd), brachte es auf die Bühne und spielte darin die Hauptrolle. Nach 22 Vorstellungen musste es schließen. Eine geplante Vorlesungsreise 1877/78 wurde abgesagt, weil die Zuhörer nur etwas über den „Tweed ring“ hören wollten, ein Thema, über das er jedoch nicht sprach. 1878 wurde er Stadt-Herausgeber von der Zeitung „The World“, aber wurde 1882 gefeuert, als diese Geld verlor. Er versuchte es selber noch einmal 1883 mit einer Zeitung „The Truth“, die aber auch ein Reinfall war.
Auf Bitten seines Freundes James Gordon Bennett junior (1841–1918) ging er nach London, wo er für fünf Jahre Berichterstatter des „New York Herold“ war. Von 1890 bis 91 arbeitete er für das „New York Morning Journal“ in der gleichen Position. Als er in London war, wurde er dort als Anwalt zugelassen und praktizierte an englischen Gerichten. 1889 verklagte er James Bryce wegen Verleumdung, weil er ihn als einer der Schuldigen in dessen Kapitel über den „Tweed Ring“ in der ersten Ausgabe von „The American Commonwealth“ bezeichnet hatte. Er forderte Schadensersatz in Höhe von £ 10,000. Nach neun Jahren wurde das Verfahren jedoch eingestellt.

## Familie
Hall war zweimal verheiratet, in erster Ehe mit Katherine Louise, Tochter von Joseph N. Barnes, mit der er sechs Kinder hatte. 1896 heiratete er in zweiter Ehe die Witwe von Captain John J. Clifton aus Scranton aus Pennsylvania. Aufgewachsen war Hall als Presbyterianer, dann wurde der Swendenborgier und mit seiner zweiten Frau trat er 1898 der Katholischen Kirche bei.

## Werke
- A review of the Webster case (1850)
- The Manhattaner in New Orleans or Phases of „Crescent City“ Life (1851)
- Old Whitney’s Christmas Trot (1857)
- Sketches of Travel (1859)
- Horace Greeley Decently Dissected in a letter on Horace Greeley, addressed by A. Oakey Hall to Joseph Hoxie, esq.; republished (with an alphabet of notes) by popular request (1862)
- The Congressman’s Christmas Dreams and the Lobby Member’s Happy New Year: A Holiday Sketch (1870)
- Ballads of Hans York (1880)

### Schauspiel
The Crucible, Loyalina, Brigadier General Fortunio and His Seven Gifted Aides-de-Camp (1864), Humpty Dumpty, Fernande, and Let Me Kiss Him for His Mother